# Heisenstein (Eckersdorf)
Heisenstein (oberfränkisch: Hasnstah) ist ein Gemeindeteil der Gemeinde Eckersdorf im Landkreis Bayreuth (Oberfranken, Bayern). Heisenstein liegt in der Gemarkung Neustädtlein am Forst.

## Geografie
Unmittelbar nördlich der Einöde fließt der Röttelbach, ein linker Zufluss des Roten Mains. 0,75 km westlich befindet sich der Forst von Neustädtlein. Ein Anliegerweg führt zur Kreisstraße BT 16 (0,2 km östlich), die nach Pleofen (0,3 km nordwestlich) bzw. an Simmelbuch vorbei nach Neustädtlein verläuft (2 km südöstlich).

## Ortsname und Geschichte
Der Ort wurde 1697 als „Heißenstein“ erstmals urkundlich erwähnt. Der Ortsname leitet sich von einem gleichlautenden Flurnamen ab, dessen Bedeutung bislang ungeklärt ist. Vermutlich ist der Ortsname älter als der Ort selbst. Er könnte auf eine Art Versammlungs- oder Gerichtsort nach mittelalterlichen Rechtsbräuchen hinweisen. Man wurde an diesen Ort geheißen, erhielt also Anweisungen. 1727 bestand Heisenstein aus zwei Söldengütlein. Der Ort gehörte zur Realgemeinde Pleofen und befand sich im Fraischbezirk des Stadtvogteiamtes Bayreuth. Grundherr der beiden Anwesen war das Kasten- und Stadtvogteiamt Bayreuth. Gegen Ende des 18. Jahrhunderts gab es in Heisenstein 3 Anwesen (2 Söldengüter, 1 Haus). Die Steuer wurde vom Hofastenamt Bayreuth verwaltet und ging an die Pfarrei Neustädtlein am Forst.
Von 1797 bis 1810 unterstand der Ort dem Justiz- und Kammeramt Bayreuth. Mit dem Gemeindeedikt wurde Heisenstein 1811 dem Steuerdistrikt Busbach und 1812 der Ruralgemeinde Busbach zugewiesen. Infolge des Zweiten Gemeindeedikts (1818) wurde der Ort in die neu gebildete Ruralgemeinde Neustädtlein am Forst umgemeindet. Bei der Vergabe der Hausnummern erhielten die beiden Anwesen die Nummern 12 und 13 des Ortes Pleofen.
Am 1. Juli 1972 wurde Heisenstein im Zuge der Gebietsreform in Bayern in die Gemeinde Eckersdorf eingegliedert.

### Einwohnerentwicklung
| Jahr      | 001818 | 001861 | 001871 | 001885 | 001900 | 001925 | 001950 | 001961 | 001970 | 001987 | 002016 | 002021 |
| Einwohner | *      | 7      | 15     | 13     | 7      | 10     | 14     | 6      | 5      | 3      | 3      | 4      |
| Häuser    | *      |        |        | 2      | 2      | 2      | 2      | 2      |        | 1      |        |        |
| Quelle    | [ 9 ]  | [ 13 ] | [ 14 ] | [ 15 ] | [ 16 ] | [ 17 ] | [ 18 ] | [ 19 ] | [ 20 ] | [ 21 ] |        | [ 1 ]  |

## Religion
Heisenstein ist evangelisch-lutherisch geprägt und nach St. Johannes der Täufer (Neustädtlein am Forst) gepfarrt.